# Добрянська волость (Богодухівський повіт)
Добрянська волость — історична адміністративно-територіальна одиниця Богодухівського повіту Харківської губернії з центром у селі Добрянське.
Станом на 1885 рік складалася з 3 поселень, 3 сільських громад. Населення — 4575 осіб (2489 чоловічої статі та 2086 — жіночої), 614 дворових господарств.
|                     | Площа, десятин | У тому числі орної, дес. |
| ------------------- | -------------- | ------------------------ |
| Сільських громад    | 6447           | 4856                     |
| Приватної власності | 1417           | 1246                     |
| Іншої власності     | 1006           | 732                      |
| Загалом             | 8870           | 6834                     |

Поселення волості станом на 1885:
- Добрянське — колишнє державне село при річці Ворскла за 30 верст від повітового міста, 1584 особи, 217 дворів, православна церква.
- Нова Рябина — колишнє власницьке село при річці Ворскла, 1246 осіб, 200 дворів, православна церква, лавка.
- Стара Рябина — колишнє державне село при річці Ворскла, 1692 особи, 197 дворів, православна церква.